# 가와나 렌노스케
가와나 렌노스케(일본어: 川名 連介, 2002년 2월 18일~)는 일본의 축구 선수이다.

## 구단 경력
그는 2024년 J2리그의 도치기 SC에 입단했다. 2024년후 J3리그에 강등했다.